# Toulouse Business School
Die Toulouse Business School (ehemals ESC Toulouse) ist eine französische Grande école. Neben dem Campus in Toulouse besitzt sie noch Standorte in Barcelona und Casablanca.

## Geschichte
Die Hochschule wurde 1903 von der Industrie- und Handelskammer von Toulouse als École Superieur de Commerce de Toulouse gegründet.
Seit 2003 ist die Hochschule mit der Triple Crown ausgezeichnet. 2013 wurde sie in Toulouse Business School umbenannt.
Die Schule ist für ihren Grad in der Luftfahrt bekannt (in Partnerschaft mit École nationale de l’aviation civile).

## Berühmte ehemalige Studenten
- Renan Luce (* 1980), französischer Liedermacher[3]